# Tomislav Wittenberg
Tomislav Wittenberg (Djedina Rijeka, 8. siječnja 1937.) hrvatski je autor.
Osnovnu školu polazi u Djedinoj Rijeci, nižu gimnaziju u Požegi, a učiteljsku školu u Slavonskom Brodu. Radni vijek proveo je uglavnom u privredi. Uz rad završava Višu upravnu školu u Zagrebu (današnji Pravni fakultet u Zagrebu).
Još kao učenik javlja se s kraćim prilozima u Brodskom listu, a poslije i u Požeškom listu. Urednik je povremenog lista Mladost (1959. – 1961). godine u Požegi. Kao sporedni posao u GIKPRO Požega bio je glavni urednik istoimenog lista (1982. – 1988.), u kojem se javlja kao Stipa iz Puvarije.

## Djela
Po umirovljenju napisao je
- 1996. godine Groblja Požeške Doline
- 1997. godine s drugim autorima (uvod i sažetak) Benediktinska opatija Sv. Mihael Rudina
- 1997. godine za katalog izložbe Metropolitana u Požegi (životopis dr. Đure Kokše)
- 1998. godine Puvariju
- 2002. godine Sesvetački kraj u srcu Poljadije
- 2003. godine 100 Godina DVD Ruševo
- 2004. godine uredio i napisao pogovore za Putopisne impresije Branka Živkovića
- 2004. godine Pjesme Vladimira Hipa
- 2007. godine Osam generacija Thallera
- 2008. godine Vetovo
- 2009. godine Almanah Gimnazije Požega - generacija upisn. š.g. 1948./49. godine
- 2009. godine 100 Godina DVD Buk
- 2011. godine Brestovac – zapadna vrata Požeštine
- 2012. godine s drugim autorima Smotra
- 2013. godine Tekić.

Uredio je
- 2008. godine monografiju Trenkovo po Trenku – Mitrovica po Mitru autora Juraja Zelića
- 2012. godine časopis Smotra Hrvatsko-njemačkog društva Zagreb.